# 2023 FW13
2023 FW13 est un astéroïde du système solaire. Il est un quasi-satellite de la Terre,,, depuis le IIe ou IIIe siècle av. J.-C. et le restera jusqu'au XXXVIIe ou XXXVIIIe siècle, donc pendant environ 4 000 ans au total. 2023 FW13 est ainsi, au moment de sa découverte, l'astéroïde connu qui reste le plus longtemps dans cette configuration, dépassant largement (469219) Kamoʻoalewa, qui détenait jusqu'alors le record avec quelques siècles,.

## Découverte, identification comme quasi-satellite et pré-découverte
2023 FW13 a été découvert par Pan-STARRS le 28 mars 2023. À la suite de l'annonce de cette découverte le 1er avril, Adrien Coffinet a identifié le 3 avril que l'astéroïde est un quasi-satellite de la Terre,,. Il l'a alors annoncé sur la Minor Planet Mailing List ainsi que le potentiel pour retrouver des observations lors des années précédentes,. Le lendemain, 4 avril, Sam Deen a annoncé avoir trouvé des observations remontant jusqu'à 2016, ce qui a permis à Tony Dunn de confirmer que 2023 FW13 est un quasi-satellite depuis des siècles et pour encore des siècles. Le 5 avril, des observations remontant jusqu'à 2012 sont annoncées.